# Soleymi Caraballo
Soleymi Antonieta Caraballo Hernández (ur. 17 czerwca 1994) – wenezuelska zapaśniczka w stylu wolnym. Olimpijka z Paryża 2024, gdzie zajęła szesnaste miejsce w kategorii do 68 kg. Zajęła 21. miejsce na mistrzostwach świata w 2018 roku.
Srebrna medalistka igrzysk panamerykańskich w 2023. Mistrzyni mistrzostw panamerykańskich w 2022; druga w 2018 i 2024. Mistrzyni igrzysk Ameryki Południowej w 2022; druga w 2018. Srebrna medalistka igrzysk Ameryki Środkowej i Karaibów w 2014 i 2018. Triumfatorka igrzysk boliwaryjskich w 2017 i 2022 roku.